# Запис Топаловића храст (Ћићевац)
Запис Топаловића храст (Ћићевац) се налази на парцели чији је власник Топаловић Милена.

## Локација
| Општина             | Ћићевац                                                          |
| Катастарска општина | Ћићевац                                                          |
| Потес               | Пиштак                                                           |
| Координате          | 43° 43′ 49″ С; 21° 26′ 57″ И / 43.7303° С; 21.449100000000001° И |
| Надморска висина    | m                                                                |

## Карактеристике
Дендрометријске вредности утврђене на терену и сателитским снимцима:
| Стабло                     | Храст |
| Висина стабла              | m     |
| Обим дебла                 | m     |
| Пречник крошње             | 18m   |
| Пречник дебла              | m     |
| Висина дебла до прве гране | m     |

## База записа
Запис је у оквиру Викимедија пројекта "Запис - Свето дрво" заведен под редним бројем 0533.